# Вечерние новости (газета)
Вечерние новости (серб. Вечерње новости) — сербская ежедневная газета-таблоид, основанная в 1953 году. Одна из самых распространённых в Сербии газет. В службе новостей газеты работают собственные корреспонденты в 23 странах мира.

## История

### Ранние годы
Основателем газеты является Слободан Глумац, первый выпуск вышел 16 октября 1953. Девизом газеты стала фраза «Быстро, коротко и ясно» (серб. Брзо, кратко, јасно), что вместе с большой сетью журналистов сделало газету самой популярной в СФРЮ.
В 1980-е годы «Новости» стали известны после того, как опубликовали досье Югославской государственной комиссии, в котором содержались доказательства причастности генерального секретаря ООН и президента Австрии Курта Вальдхайма к военным преступлениям нацистов в Югославии. Документ под названием Ф-22572 от 17 ноября 1947 стал главным письменным свидетельством, обвинявшим Вальдхайма в преступлениях.
В сентябре 1986 года в газете были опубликованы фрагменты Меморандума Сербской академии наук и искусств.

### Югославские войны
В 1990-е годы газета «Вечерње новости» стала фактически официальным рупором властей Слободана Милошевича, что увеличило её тираж. Главным редактором газеты был Душан Цукич. Тем не менее, газета отметилась рядом скандалов. Так, однажды она выдала одну из картин Уроша Предича за фотографию убитого сербского мальчика (поскольку это фото было напечатано в чёрно-белом формате, то проверить подлинность было достаточно трудно). 21 сентября 2000 в газете была опубликована фотография митинга в Беране в поддержку Слободана Милошевича, на которой люди и деревья слева и справа абсолютно не отличались друг от друга. Иностранные СМИ доказали факт фотомонтажа, сообщив, что на митинге было 15 тысяч человек против 100 тысяч упомянутых в газете.

### Наши дни
4 февраля 2006 бывший баскетболист Владе Дивац выразил пожелание внести свой вклад в уставный капитал «Новостей» и попытаться приобрести около половины акций, но решил подождать до тех пор, пока не закончатся все судебные тяжбы с газетой. Интерес к газете проявляли и два медиаконгломерата — WAZ-Mediengruppe и Northcliffe Media (отделение Daily Mail and General Trust), желавшие приобрести свою долю акций
В настоящее время 30% акций газеты принадлежат Правительству Сербии, 70% — малым предприятиям и акционерам. Компания «Новости» выпускает 12 ежедневных и еженедельных газет, а также владеет одноимённой радиостанцией.

## Главные редакторы
- 1953—1957, 1963—1969 Слободан Глумац
- 1957—1959 Василие Кралевич
- 1959—1963 Богдан Пешич
- 1969—1972 Мирко Стаменкович
- 1972—1974 Йован Яукович
- 1974—1976 Живко Милич
- 1976—1984 Томислав Милинович
- 1984—1987 Илия Боровняк
- 1987—1998 Радослав Брайович
- 1998—2000 Перо Симич
- 2000 Душан Чукич
- 2000—2013 Манойло Вукотич
- 2013—2017 Ратко Дмитрович
- 2017—н. в. Милорад Вучелич